# Ospedale universitario di Gand
L'ospedale universitario di Gand (in olandese: Universitair Ziekenhuis Gent; UZ Gent) è uno dei più grandi ospedali del Belgio. È strettamente legato all'Università di Gand, il rettore dell'università è anche il presidente dell'ospedale. Sia l'università che l'ospedale sono entità autonome del Governo fiammingo.
L'ospedale ha più di 1.000 posti letto e circa 6.000 dipendenti.
La posizione dell'ospedale è anche chiamata "Campus Heymans", dal nome del vincitore del Premio Nobel Corneille Heymans. Nelle vicinanze si trova la Ghelamco Arena, uno stadio inaugurato nel 2013. Dal 2016, la linea 4 del tram Gand ha la sua ultima fermata sull'ospedale.